# Nubische Sprachen
Die nubischen Sprachen werden heute im nördlichen und westlichen Sudan (dem ehemaligen Nubien) sowie im südlichen Ägypten gesprochen. Linguistisch gehören sie zum ostsudanischen Sprachzweig der nilosaharanischen Sprachen. Die bedeutendste nubische Sprache ist das Nobiin.

## Gliederung
- Zentral-Nubisch
  - Birked
  - Dongolawi
    - Kenuzi-Dongola

  - Bergnubisch
    - Kadaru-Ghulfan
      - Ghulfan
      - Kadaru

    - Dilling
    - Dair
    - El Hugeirat
    - Karko
    - Wali
- Nord-Nubisch
  - Nobiin
- West-Nubisch
  - Midob

## Das moderne Nubisch
Das moderne Nubisch wird nach gängiger Auffassung unterteilt in das Nilnubische, das im nubischen Niltal gesprochen wird, und in das Bergnubische, das in der westsudanesischen Provinz Kurdufan gesprochen wird. Daneben gibt es auch noch einige kleinere Dialektvarianten des Bergnubischen in der ebenfalls im westlichen Sudan gelegenen Provinz Darfur.
Nach dieser Theorie wird das Nilnubische noch weiter unterteilt in die Dialekte Kenuzi (gesprochen in Unternubien), Nobiin (gesprochen im südlichen Unternubien und im nördlichen Obernubien) und Dongolawi (gesprochen im zentralen Obernubien). Neuere Untersuchungen stellen diesen Überlegungen eine alternative Theorie entgegen, nach der das Nobiin isoliert dasteht, während das Kenuzi und das Dongolawi den bergnubischen Dialekten sprachlich näher stehen als dem Nobiin. Nach dieser Theorie wäre das Kenuzi eine Inselsprache, die erst im Mittelalter durch die gezielte Ansiedlung Dongolawi sprechender Söldner im damaligen ägyptisch-nubischen Grenzgebiet unter den Fatimiden entstanden ist.
Zur schriftlichen Fixierung der modernen nubischen Dialekte dient die arabische Schrift.

## Das klassische Nubisch
Als mittelalterlicher Vorläufer des modernen Nobiin gilt das klassische Altnubisch, das in einer Variante der koptischen Schrift geschrieben wurde. Zur Wiedergabe einiger spezieller Phoneme, die im Koptischen nicht vorkommen, dienten vier aus der meroitischen Kursivschrift entlehnte Zusatzzeichen. Texte auf Altnubisch sind vor allem aus Unternubien, dem mittelalterlichen Staat Nobatia, sowie aus dem Gebiet des mittelalterlichen Makuria in Obernubien überliefert. Sie sind meistens christlichen religiösen Inhaltes; gerade in jüngster Zeit wurden jedoch auch viele profane Texte, vor allem Briefe und Verträge, ausgegraben und publiziert.
Als eine Variante des Altnubischen sind die bis heute kaum bekannten so genannten Alwa-Inschriften zu betrachten, die im südnubischen Soba am Blauen Nil, der Hauptstadt des mittelalterlichen Reiches Alwa, gefunden wurden. Auch hier wurde eine Schrift benutzt, die dem Koptischen entlehnt war. Die zur Wiedergabe der im Koptischen nicht vorkommenden Laute verwendeten Zusatzzeichen stammten hier jedoch nicht aus der meroitischen Kursivschrift, sondern aus der meroitischen Hieroglyphen- oder Monumentalschrift. Die sprachliche Stellung der Alwa-Inschriften im Vergleich zum klassischen Altnubisch ist bislang nur wenig erforscht.

## Sprachliche Charakteristik
Grammatisch zählt das Nubische zu den agglutinierenden Sprachen; das heißt, die grammatischen Formen werden durch das Anhängen zahlreicher Prä- und Suffixe an den theoretisch unveränderlichen Wortstamm gebildet. Diese Regel wird jedoch durch die ausgeprägte Neigung des Nubischen zur Vokal- und Konsonantenharmonisierung aufgeweicht, die in einer Vielzahl von komplexen Assimilierungsregeln ihren Niederschlag findet. Dies kann gerade bei kürzeren Wörtern den ursprünglichen Wortstamm oft bis zur Unkenntlichkeit verschleifen, was den Umgang mit nubischen Wörterbüchern besonders kompliziert macht.